# São José do Sul
Pour les articles homonymes, voir São José.
São José do Sul est une ville brésilienne de la mésorégion métropolitaine de Porto Alegre, capitale de l'État du Rio Grande do Sul, faisant partie de la microrégion de Montenegro et située à 81 km au nord-ouest de Porto Alegre. Elle se situe à une latitude de 29° 32′ 14″ sud et à une longitude de 51° 28′ 56″ ouest. Sa population était estimée à 1 899 en 2007, pour une superficie de 60 km2. L'accès s'y fait par la BR-470.
São José do Sul est située dans la vallée du rio Caí.
La localité commença à se développer en 1850, peuplée d'immigrants allemands, sous le nom de Gauereck ("champ des Gauer"), dû au grand nombre d'habitants portant le patronyme de Gauer. Durant la Seconde Guerre mondiale, la langue allemande ayant été interdite, le lieu changea de nom pour Dom Diogo.
La commune faillit ne pas exister, du fait du nombre d'électeurs nécessaire au vote pour l'émancipation inférieur à 1 800. Finalement, le problème fut réglé par les hautes instances électorales du pays, et le processus put se faire. Le territoire de la municipalité fut pris sur Maratá, Montenegro et Salvador do Sul.

## Villes voisines
- Salvador do Sul
- Tupandi
- Harmonia
- Pareci Novo
- Montenegro
- Maratá